# Consuelo Ulapa
Consuelo Ulapa es una localidad del estado mexicano de Chiapas. Es parte del municipio de Acapetahua.

## Toponimia
El nombre «Ulapa» proviene de los términos en náhuatl ulli, hule; atl, agua; pan, lugar. Su significado es «río de los hules».

## Demografía
| Gráfica de evolución demográfica |
|                                  |

| Censo | Población |
| ----- | --------- |
| 1950  | 655       |
| 1960  | 707       |
| 1970  | 924       |
| 1980  | 1 028     |
| 1990  | 1 566     |
| 2000  | 2 020     |
| 2010  | 1 937     |
| 2020  | 1 765     |